# Mecynotarsus bordonii
Mecynotarsus bordonii es una especie de coleóptero de la familia Anthicidae.

## Distribución geográfica
Habita en Pakistán.